# Vesselín Stoiànov
Vesselín Stoiànov (búlgar: Веселин Стоянов)  (Xumen, 20 d'abril de 1902 - Sofia, 29 de juny de 1969) fou un compositor, directors d'orquestra, pianista i musicòleg búlgar.

## Biografia
Nasqué el 20 d'abril de 1902 a Xumen, a la família d'Anastàs Stoiànov. El futur compositor creix en un entorn amb visions progressistes. La música va tenir un paper important en la vida de Vesselín Stoiànov en els seus anys d'infantesa. Va estudiar piano primer amb el seu pare, i després - el 1922 - amb el seu germà Andrei Stoiànov a l'Acadèmia Estatal de Música. Allà va mostrar les seves qualitats i el talent d'un pianista amb un gran potencial. Es va graduar a l'Acadèmia de Música com a pianista el 1926.
El seu versàtil talent el va atraure irresistiblement a la creativitat i el 1926 marxà a Viena. Allà va estudiar composició amb els professors Franz Schmidt i Joseph Marx, piano amb el professor Viktor Ebenstein, i algun temps amb el professor Paul de Conne. Durant aquests anys, el talent del compositor va madurar i va enfortir les seves altes habilitats interpretatives. El 1930 Stoiànov va tornar a Bulgària i es va implicar activament en la vida social i musical. Participà en la Companyia de Música Contemporània, feu concerts i creà diverses obres.
El 1937 va començar a ensenyar i més tard es va convertir en professor de disciplines teòriques musicals a l'Acadèmia Estatal de Música. En la seva activitat pedagògica, Vesselín Stoiànov augmentà el nivell de teoria de la música a Bulgària. Sota el seu lideratge expert, tota una generació de compositors búlgars va créixer i es va enfortir: Tòdor Popov, Dimítar Petkov, Stefan Remenkov, Aleksàndar Tekeliev, Ivan Marínov i altres.
La naturalesa de la vida de Stoiànov, el seu sentit de l’humor es manifesta especialment en el gènere de l'escenari musical. El 1958 va aparèixer l’òpera "Hitar Pètar", búlgar: Хитър Петър en què cobren vida les imatges del conte popular antic, i el 1966 es va completar el ballet "Papessa Ioanna", búlgar: Папеса Йоанна de la qual es van extreure dues suites per a orquestra.
Vesselín Stoiànov va morir el 29 de juny de 1969 a Sofia.

## Premis i honors

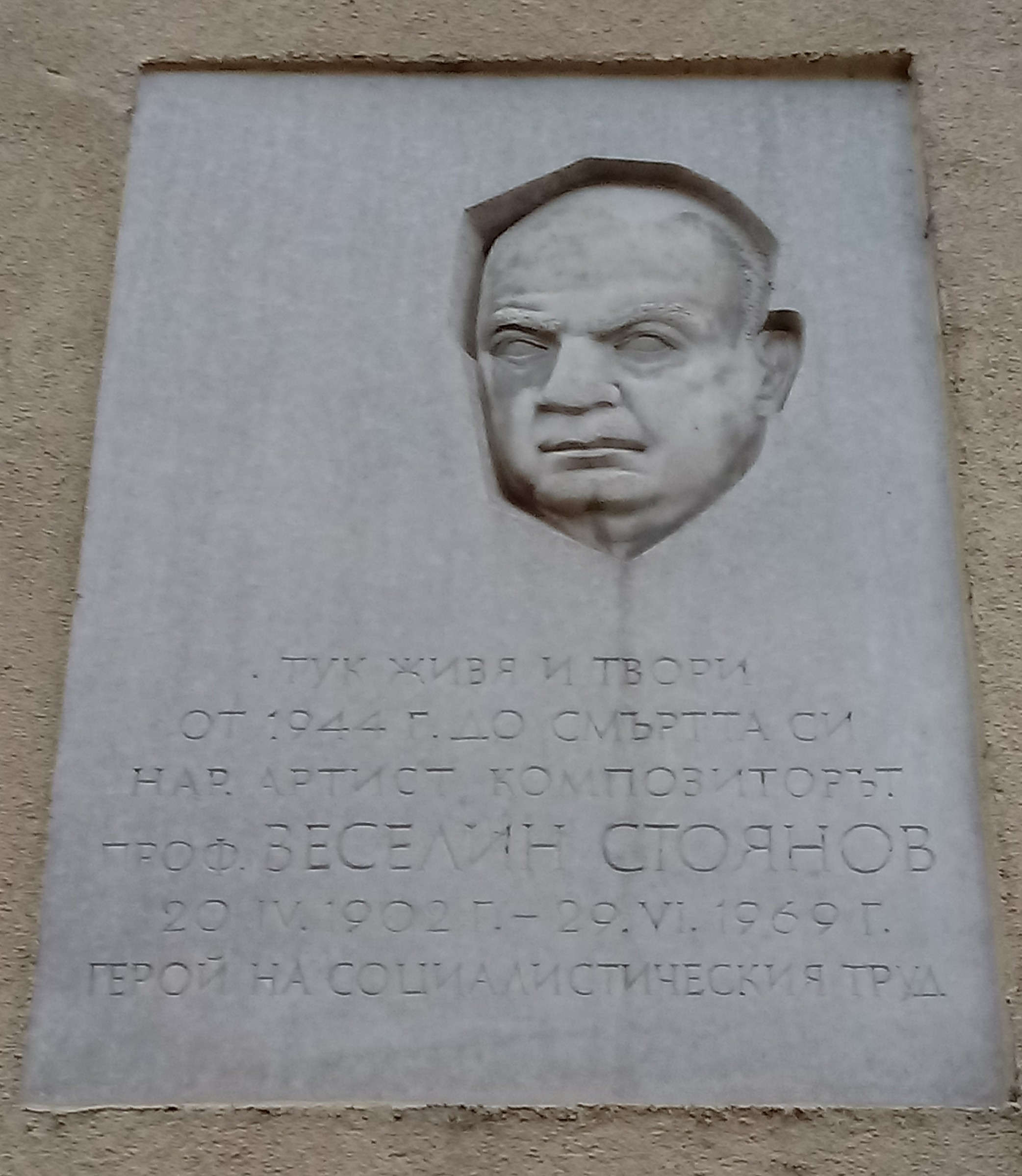
Placa commemorativa de Vesselín Stoiànov a la façana de casa seva.

El 1951 va guanyar el premi Dimitrov. El 1962 va rebre el títol d'Artista del Poble de Bulgària; el 1969, el títol d'Heroi del Treball Socialista.

## Obres

### Obres orquestrals
- Capriccio (1934)
- Bai Ganiu. Suite grotesca (1941)
- Concert per a piano núm. 1 (1942)
- Karvava pessen ("Cançó sagnant"). Poesia Simfònica (1947)
- Concert per a violí (1948)
- Concert per a piano núm.2 (1953)
- Rapsòdia per a orquestra simfònica (1956)
- Obertura del festival (1959)
- Concert per a violoncel (1960)
- Simfonia núm. 1 (1965)
- Concert per a piano nº 3 (1966)
- Simfonia núm. 2 (1969)

### Música de cambra
- Sonata per a violí (1933)
- Quartet de corda núm. 1 (1933)
- Quartet de corda núm. 2 (1934)
- Quartet de corda núm. 3 (1935)
- Concertino per a violí i piano (1955)

### Obres per a piano
- Sonata per a piano (1930)
- Suite (1931)
- Dve horca (2 danses populars) (1945)
- Àlbum infantil (1955)

### Música vocal
- Da bade den (Que hi hagi dia). Cantata per a baríton, cor i orquestra (1952)

### Òperes
- Jensko tsarstvo ("El regne de la dona"); llibret de Stefan Kostov sobre la seva comèdia amb el mateix nom (Sofia, 1935)
- Salambó; llibret de B. Borozanov sobre la novel·la "Salambó" de Gustave Flaubert (Sofia, 1940)
- Hitar Pètar ("L'astut Pètar") (1959)
- Ballet Papessa Ioanna ("La Papessa Joana"); llibret sobre novel·la del mateix nom d'Emmanuïl Roïdis (Sofia, 1969)

### Música de cinema
- Strahil voivoda (1937)
- Leguenda za liubovta ("La llegenda de l'amor") (1957)